# Giovanni Domenico Valentino

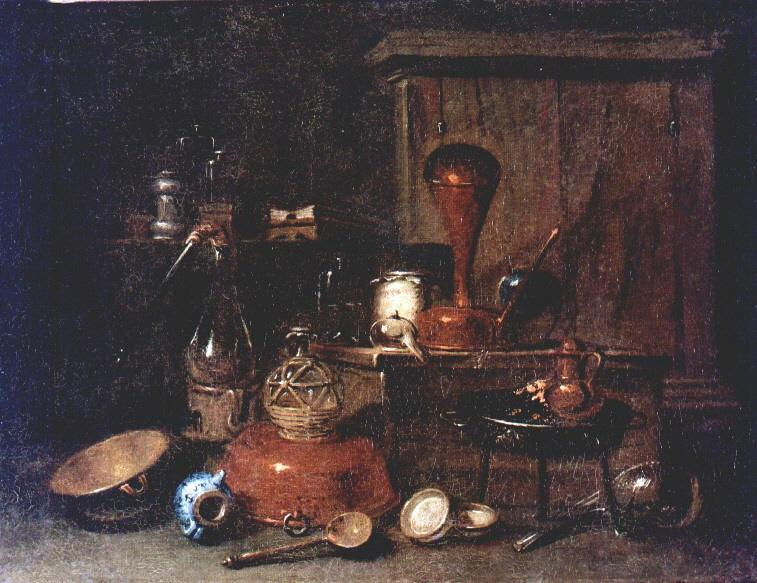
Bodegón, óleo sobre lienzo, 37 x 48 cm, Museo de Bellas Artes de Córdoba.

Giovanni Domenico Valentino o Gian Domenico Valentino y Maestro GDV (f. 1661 - 1681) fue un pintor barroco italiano, especializado en la pintura de bodegones de interiores de cocina y cacharros, habitualmente firmados con las iniciales GDV.
Pintor emilianense, aunque posiblemente nacido en Roma, y documentado en Imola entre 1661 y 1681, presenta ciertos rasgos comunes con la obra de Cristoforo Munari. Se especializó en la pintura de interiores de cocina en tonos tierra, en los que las piezas de terracota o loza y bronce prevalecen sobre las frutas y otras viandas. Ocasionalmente incorporó la figura humana a sus bodegones, haciendo contrastar la precisión en el dibujo de los objetos colocados en primer plano con las desdibujadas figuras situadas en segundo plano, como en el Interior de cocina con figura femenina del Musée des Beaux-Arts de Nancy, o en el firmado «G.D.V.» Interior de cocina del Musée des Beaux-Arts de Grenoble. Un mayor protagonismo adquieren las figuras en el también firmado Alquimista en su laboratorio o La botica del Musée Fesch de Ajaccio, en el que la insistencia en las líneas horizontales y verticales, creadoras de un espacio ordenado, contrasta con el desorden de los objetos.